# صربستان
صِربِستان (به صربی: Србија) با نام رسمی جمهوری صربستان (به صربی: Република Србија) یک کشور محاط در خشکی در مرکز جنوب شرقی اروپا است که بخش جنوبی جلگهٔ پانونی و جنوب شبه‌جزیره بالکان را دربرگرفته است. این کشور با مجارستان در شمال، رومانی و بلغارستان در شرق، مقدونیه شمالی و مونته‌نگرو و کوزوو در جنوب، کرواسی و بوسنی و هرزگوین در غرب هم‌مرز است. بلگراد پایتخت این کشور است.
برای قرن‌ها، در مرزهای فرهنگی میان شرق و غرب، یک پادشاهی قدرتمند صرب در قرون وسطی (بعدها با نام امپراتوری، بیشتر بالکان) را در تصرف داشت. حکومت نوین صربستان در سال ۱۸۱۷ در پی قیام دوم صرب‌ها به‌وجود آمد. مرزهای امروزی کشور، پس از جنگ جهانی دوم شکل گرفت. در آن زمان صربستان یک واحد فدرال درون جمهوری فدرال سوسیالیستی یوگسلاوی شد. صربستان در سال ۲۰۰۶ پس از آنکه مونته‌نگرو از اتحاد صربستان و مونته‌نگرو جدا شد، دوباره پس از فروپاشی یوگسلاوی در سال ۱۹۹۰ به وضعیت حکومت منفرد درآمد. در سال ۲۰۰۸، استان خودمختار کوزوو، به صورت یکطرفه از صربستان اعلان استقلال کرد. حکومت صربستان استقلال کوزوو را غیرقانونی دانسته و آن را به رسمیت نمی‌شناسد. کشورهای دنیا نیز واکنش‌های متفاوتی نسبت به این رویداد داشته‌اند. مساحت این کشور بدون احتساب کوزوو ۷۷٬۴۷۴ کیلومتر مربع است. صربستان همچنین از تاریخ ۱ نوامبر ۲۰۰۰ در سازمان ملل متحد عضو است.

## جغرافیا
صربستان در اروپا، در شبه‌جزیره بالکان و در جلگه پانونین قرار دارد. جایی که پیوندگر میان مرکز، جنوب و خاور اروپاست. رودخانه دانوب (۲۸۵۰ کیلومتر) در یک‌سوم شمال کشور جاری است. طول ۵۸۸ کیلومتری این رودخانه در کشور، مرز با کرواسی و بخشی از مرز با رومانی را تشکیل داده است. از دیگر رودخانه‌های صربستان می‌توان «ساوا»، «تیمیش»، «درینا» و «بگج» را نام برد.
بیش ار یک چهارم سرزمین صربستان (۲۷٪) پوشیده از جنگل است.
شرایط طبیعی و به‌ویژه ناهمواری‌ها و شرایط توپوگرافی صربستان به‌گونه‌ای است که برخلاف دیگر جمهوری‌های پیشین یوگسلاوی که غلبهٔ مناطق کوهستانی در آن‌ها چشمگیر است، بهره‌مند از دشت‌های واسطه‌ای کوچک و بزرگ است که به همراه اقلیمی نسبتاً مساعد و متنوع و وجود منابع آب تقریباً کافی به بزرگ‌ترین مرکز تولیدات فراورده‌های کشاورزی یوگسلاوی تبدیل شده‌بود. عبور رودخانه دانوب و شاخه‌های آن نیاز آب کشاورزی ۹۴٪ از زمین‌های زیر کشت صربستان و وویوودینا را بر طرف می‌کند.

## تاریخ
صربستان به همراه مقدونیه، مونته‌نگرو و بوسنی و هرزگوین از سال ۱۳۸۹ میلادی زیر سلطهٔ امپراتوری عثمانی رفت و پس از ۴ سده در سال ۱۹۱۲ به دنبال جنگ کوزوو به آزادی دست یافت و بعد از آن به‌عنوان یکی از جمهوری‌های سه‌گانه، همراه با کرواسی و اسلوونی، پادشاهی یوگسلاوی را تشکیل داد که این حکومت نیز تا سال ۱۹۴۵ و به قدرت رسیدن تیتو ادامه داشت. مهاجرت صربها به سوی مناطق غربی‌تر به دنبال ورود ترک‌های عثمانی صورت گرفت و اصولاً اولین هسته‌های تداخل و تلفیق در جهت یوگسلاوی کنونی از همین زمان آغاز شد.

### جنگ کوزوو
نوشتار اصلی: جنگ کوزوو
ارتش آزادی‌بخش کوزوو در سال ۱۹۹۱ تأسیس شد و از سال ۹۵ عملیات‌های نظامی خود را علیه پلیس صربستان آغاز کرد. افزایش قدرت شورشیان جدایی‌خواه کوزوویی و گسترش حملات آن‌ها موجب شد تا اسلوبودان میلوسویچ رئیس‌جمهور یوگسلاوی در اوایل سال ۱۹۹۸ نیروهای مسلح صرب را به منطقه وارد کند تا مناطق تحت تصرف چریک‌های آلبانیایی‌تبار را از آن‌ها بازپس بگیرند. پس از اینکه درخواست‌های جامعه بین‌المللی برای پایان درگیری‌ها مورد قبول دولت یوگسلاوی واقع نشد، ناتو تصمیم به مداخله مستقیم نظامی در حمایت از آلبانیایی‌تبارها گرفت. این نخستین جنگ ناتو در طول تاریخ حیات این سازمان نظامی بود. ناتو عملیات خود را یک «جنگ انسان‌دوستانه» توصیف می‌کرد اما انتقادهایی هم از آن صورت گرفت، چراکه هیچ‌یک از اعضای ناتو مورد حمله قرار نگرفته بودند و مجوزی از شورای امنیت سازمان ملل برای این مداخله اخذ نشد.

## تقسیمات کشوری
تقسیمات کشوری صربستان توسط تصویب‌نامهٔ دولت صربستان در تاریخ ۲۹ ژانویه ۱۹۹۲، و توسط قانون سازماندهی سرزمینی که توسط شورای ملی صربستان در ۲۹ دسامبر ۲۰۰۷ تصویب شده است، تنظیم می‌شود.
صربستان با حکم دولت که در سال ۱۹۹۲ صادر شد به ۲۹ ناحیه تقسیم شده است. دیگر بخش‌بندی‌ها عبارتند از: شهرداری‌ها و شهرها و استان‌های خودمختار.
| | \| 1. ناحیه بور 2. ناحیه برانیچوو 3. بلگراد 4. ناحیه زایچار 5. ناحیه باچکای غربی 6. ناحیه زلاتیبور 7. ناحیه یوبلانیکا 8. ناحیه بانات جنوبی 9. ناحیه باچکای جنوبی 10. ناحیه کولوبارا \| 1. ناحیه کوزوو 2. ناحیه کوسووسکا میترویتسا صربستان 3. ناحیه کوزوو-پوموراولیه 4. ناحیه ماچوا 5. ناحیه موراویتسا 6. ناحیه نیشاوا 7. ناحیه پج 8. ناحیه پیروت 9. ناحیه پودوناولیه 10. ناحیه پوموراولیه \| 1. ناحیه پرازیرن صربستان 2. ناحیه پچینیا 3. ناحیه راسینا 4. ناحیه راشکا 5. ناحیه بانات شمالی 6. ناحیه باچکای شمالی 7. ناحیه بانات مرکزی 8. ناحیه سرم 9. ناحیه توپلیکا 10. ناحیه شومادئیا \| | |
| 1. ناحیه بور 2. ناحیه برانیچوو 3. بلگراد 4. ناحیه زایچار 5. ناحیه باچکای غربی 6. ناحیه زلاتیبور 7. ناحیه یوبلانیکا 8. ناحیه بانات جنوبی 9. ناحیه باچکای جنوبی 10. ناحیه کولوبارا | 1. ناحیه کوزوو 2. ناحیه کوسووسکا میترویتسا صربستان 3. ناحیه کوزوو-پوموراولیه 4. ناحیه ماچوا 5. ناحیه موراویتسا 6. ناحیه نیشاوا 7. ناحیه پج 8. ناحیه پیروت 9. ناحیه پودوناولیه 10. ناحیه پوموراولیه | 1. ناحیه پرازیرن صربستان 2. ناحیه پچینیا 3. ناحیه راسینا 4. ناحیه راشکا 5. ناحیه بانات شمالی 6. ناحیه باچکای شمالی 7. ناحیه بانات مرکزی 8. ناحیه سرم 9. ناحیه توپلیکا 10. ناحیه شومادئیا |

## جمعیت‌شناسی
آمار جمعیت صربستان (برآورد مه ۲۰۰۵)
بیشتر جمعیت صربستان را صرب‌ها به خود اختصاص داده‌اند. مهم‌ترین اقلیت‌ها شامل آلبانیایی‌ها (که عمدتاً در کوزوو به‌سر می‌برند)، مجارها، بوسنیایی‌ها، کولی‌ها، کروات‌ها، چکها و اسلواک‌ها، مونته‌نگرویی‌ها، مقدونیه‌ای‌ها، بلغارها، رومانیایی‌ها هستند. دو استان وویوودینا و کوزوو از لحاظ تبار و مذهب متفاوت هستند. بر اساس آخرین سرشماری رسمی در سال ۲۰۰۲، ترکیب نژادی صربستان از این قرار است:
- جمع: ۷٬۴۹۸٬۰۰۱
  - صرب‌ها: ۶٬۲۱۲٬۸۴۴ (۸۲٫۸۶ درصد)
  - مجارها: ۲۹۳٬۱۷۲ (۳٫۹۱ درصد)
  - بوسنیایی‌ها: ۱۳۶٬۴۶۴ (۱٫۸۲ درصد)
  - کولی‌ها: ۱۰۷٬۹۷۱ (۱٫۴۴ درصد)
  - یوگسلاوها: ۸۰٬۹۷۸ (۱٫۰۸ درصد)
  - دیگران: ۶۶۶٬۵۷۲ (۸٫۸۹ درصد)

### شهرها

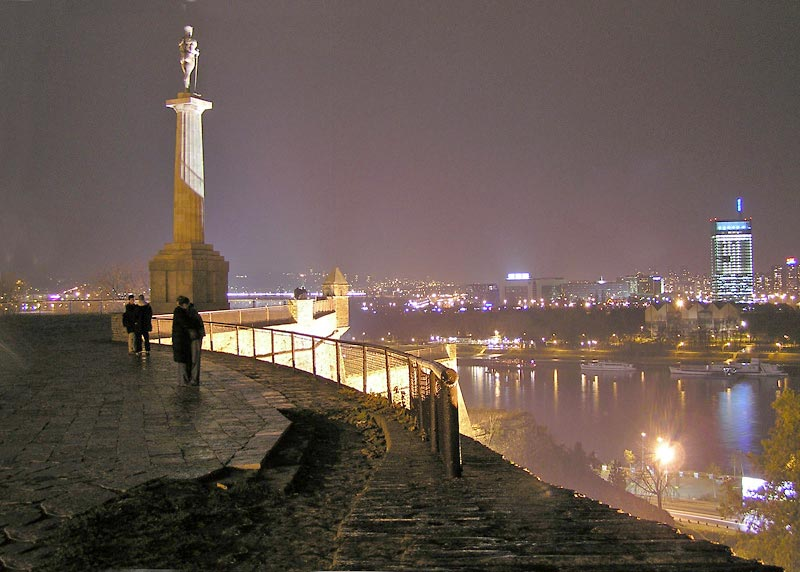
بلگراد پایتخت صربستان

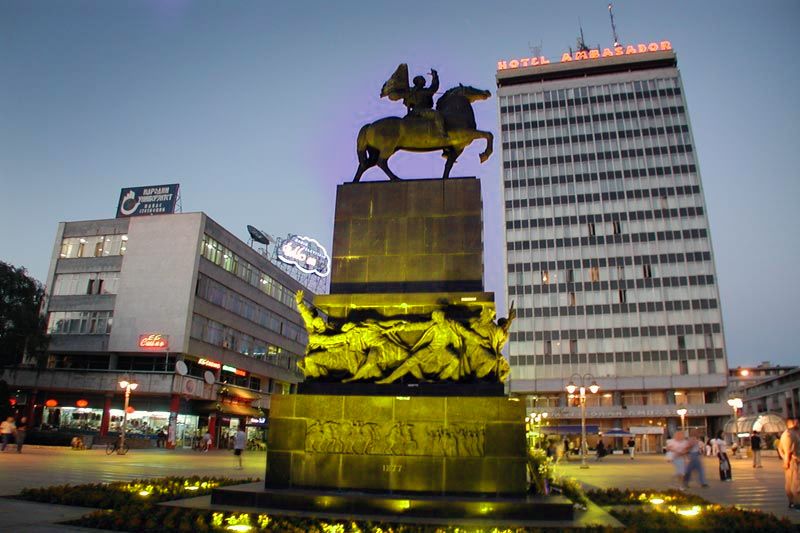
مرکز شهر نیش

جمعیت شهرهای بزرگ (بیشتر از ۵۰٬۰۰۰ نفر) بر اساس سرشماری ۲۰۲۰
- بلگراد: ۱٬۲۷۳٬۰۰۰
- نووی ساد: ۲۱۶٬۰۰۰
- نیش: ۲۵۰٬۰۰۰
- کراگویواتس: ۱۴۸٬۰۰۰
- سوبوتیتسا: ۱۰۰٬۰۰۰
- زرنیانین: ۷۹٬۵۰۰
- لسکوواتس: ۹۴٬۰۰۰
- اسمدِرِوو: ۶۲٬۰۰۰
- پانچِوو: ۷۶٬۰۰۰
- کروشواتس: ۵۸٬۷۰۰
- چاچاک: ۷۳٬۳۰۰
- اوژیک: ۵۲٬۶۰۰
- والیوو: ۵۸٬۹۰۰
- کرالیوو: ۶۴٬۰۰۰
- شاباتس: ۵۳٬۹۰۰
- ورانیه: ۵۵٬۱۰۰
- نووی پازار: ۶۶٬۵۰۰
- سومبور: ۴۷٬۶۰۰

## فرهنگ و مذهب
این مردم عادات بسیار خاصی دارند، شاید به نظر شما، مردمی کاملاً بی‌تفاوت نسبت به مسائل اطرافشان باشند اما اگر به چیزی علاقه داشته باشند، این بی‌تفاوتی جای خود را به شور و شوق خواهد داد. همچنین رک بودن و نداشتن کنایه در زبانشان، یکی دیگر از خصوصیات اخلاقی و رفتاری این مردم است. در حقیقت از شرایط زندگی در صربستان کنار آمدن با این خصوصیت افراد است. می‌توان مردم صربستان را متضاد مردم انگلستان دانست. شاید بتوان تاریخ پر از جنگ و دردناک مردم این کشور را علت چنین رفتاری دانست. در گذشته صربستان جزو کشور یوگسلاوی بود و بعدها توانست از این کشور جدا شده و همانند دیگر کشورهای کرواسی، اسلووانی، بوسنی و هرزگوین حکومتی مستقل برای خود فراهم آورد. هم‌اکنون این کشور برای عضو شدن در اتحادیه اروپا کاندید شده است و جمعیت رو به رشدی دارد. پنج نفر از شش نفر مردم آن، صرب هستند که شرایط زندگی در صربستان را ۷۳ درصد مساعد می‌دانند. در نظرسنجی‌هایی که برای این کشور انجام شده است، میزان رضایت از امکانات تفریحی را ۶۴ درصد، میزان حقوق شهروندی را ۵۳ درصد و نظر موافق گردشگران را ۷۷ درصد بیان نموده‌اند. با تمام مشکلاتی که زندگی در این کشور برای مردمش دارد، با این حال همیشه زمانی برای تفریح پیدا می‌کنند. در نتیجه مردم اینجا زندگی شادی دارند و در مقابل مشکلات سر خم نمی‌کنند.
برای قرن‌ها دین‌های ارتودوکس و کاتولیک در این کشور نفوذ داشته‌اند. صربستان از لحاظ مذهبی یکی از ناهمگون‌ترین کشورهای قاره است. استان کوزوو با ۹۰ درصد مسلمان، استان وویوودینا با ۲۵ درصد کاتولیک یا پروتستان و صربستان مرکزی و بلگراد با بیش از ۹۰ درصد مسیحی ارتدوکس نشان دهنده این گوناگونی است.
میزان خودکشی: رتبه ۶۰ در جهان. به ازای هر ۰۰۰’۱۰۰نفر، ۱۱ نفر (طبق آمار سال ۲۰۱۶).
مذاهب صربستان
- ارتودوکس شرقی: ۸۵٫۴۷٪
- کاتولیک: ۸٫۱۶٪
- اسلام: ۳٫۹۱٪
- پروتستان: ۲٫۱۱٪